# L'ultima donna non esiste
L'ultima donna non esiste (There Is No 13) è un film del 1974 scritto e diretto da William Sachs.

## Trama
Narrato con uno stile surrealista, il film segue le vicende del regista George Thomas, ex marine dimesso dall'ospedale militare di Brooklyn e alla vana ricerca di un finanziatore per girare un film anti-militarista. Dopo aver rifiutato di girare film pornografici ed essere stato ammaliato da due donne, Thomas va incontro a una serie di incubi a metà strada fra il sogno e la realtà, nei quali ricorda le 12 donne con cui è stato. Alla fine farà ritorno nello squallore dell'ospedale militare da cui era partito.

## Distribuzione
Il film è stato presentato in concorso alla 24ª edizione del Festival di Berlino nel giugno 1974 ed è uscito negli Stati Uniti solo nel gennaio 1977.

## Accoglienza
Il critico cinematografico Piet Ruivenkamp, membro della giuria internazionale al Festival di Berlino, accolse così il film di William Sachs: «I capolavori indimenticabili scritti a lettere d'oro negli annali sono rari: il debutto del giovane regista americano è uno di questi. Senza dubbio Sachs, il cui straordinario film fantasy dà indicazioni di una nuova direzione nella narrazione cinematografica, è influenzato nella sua struttura dalla sintesi di realtà e immaginazione di Fellini, Resnais e Buñuel. Ma questo stile è stato ulteriormente sviluppato».
Secondo quanto ha affermato il regista, il film ricevette molti elogi durante la Berlinale ma alla fine gli fu negato il primo premio: «Stavano protestando contro i film americani, ci furono dei disordini. Durante la proiezione accendevano e spegnevano le luci e gridavano. I giurati avrebbero voluto assegnare al film l'Orso d'oro perché lo ritenevano l'unico film inusuale. Ma avevano paura di premiare un film americano a causa del coinvolgimento nella guerra del Vietnam, così lo hanno dato ad un film canadese, Soldi ad ogni costo».